# Amphitrite pachyderma
Amphitrite pachyderma är en ringmaskart som beskrevs av Anne D. Hutchings och Glasby 1988. Amphitrite pachyderma ingår i släktet Amphitrite och familjen Terebellidae. Inga underarter finns listade i Catalogue of Life.